# 田村真
田村 真（たむら まこと、1975年4月11日 - ）は、日本の男性俳優、声優。富山県出身。アミュレート所属。

## 来歴・人物
上京後にシェイクスピアシアター、ニナガワ・カンパニー・ダッシュ（現：ニナガワ・スタジオ）で活動。2009年に吹き替えで声優デビューした。
2025年6月1日、自身のSNSで、前日付で懸樋プロダクションを退所し、アミュレートに移籍したことを発表した。
吹き替えでは、チャドウィック・ボーズマンとジョン・デヴィッド・ワシントンを持ち役にしている。

## 出演
太字はメインキャラクター。

### テレビアニメ
2010年
- あそびにいくヨ!（テレビの声）

2014年
- 金田一少年の事件簿R（関口忍）
- PSYCHO-PASS サイコパス 2（山門屋晃、高崎邦広、兵頭鉄弥）
- 棺姫のチャイカ AVENGING BATTLE（コカトリス、ウィザードA、副官）
- 風雲維新ダイ☆ショーグン（股蔵）

2015年
- FAIRY TAIL（2015年 - 2019年、ジーセルフ / カージー、ジェイコブ）- 2シリーズ

2016年
- ルパン三世 PART IV（警官）
- ドリフターズ（カルネアデス兵）

2017年
- ベルセルク（貴族）

2018年
- メガロボクス（2018年 - 2021年、アラガキ） - 2シリーズ
- フルメタル・パニック! Invisible Victory（バルデ）

2019年
- ONE PIECE（2019年 - 2023年、シードル、キング）

2021年
- EDENS ZERO（ガノフ）

2022年
- 平家物語（滝口入道）
- キングダム（紫伯）
- 転生したら剣でした（奴隷商人、アイゼール）

2024年
- 妻、小学生になる。（浦川広樹）

2025年
- Aランクパーティを離脱した俺は、元教え子たちと迷宮深部を目指す。（ボードマン）
- 謎解きはディナーのあとで（浜崎亮）

### ゲーム
- ONE PIECE トレジャークルーズ（2021年、キング）
- 聖塔神記 トリニティトリガー（2022年、バルト王[11]）
- FAIRY TAIL 2（2024年、ジェイコブ・レッシオ[12]）

### 吹き替え

#### 担当俳優
アンソニー・マッキー
- ヘイト・ユー・ギブ（2019年、キング）
- オルタード・カーボン シーズン2（2020年、タケシ・コヴァッチ）
- デンジャー・ゾーン（2021年、リオ）

ジョン・デヴィッド・ワシントン
- TENET テネット（2021年、名もなき男）
- マルコム&マリー（2021年、マルコム）
- アムステルダム（2022年、ハロルド・ウッドマン）
- ザ・クリエイター/創造者（2023年、ジョシュア）

チャドウィック・ボーズマン
- ドラフト・デイ（2015年、ヴォンテ・マック）
- マーベル・シネマティック・ユニバース（2016年 - 2021年、ティ・チャラ / ブラックパンサー）
  - シビル・ウォー/キャプテン・アメリカ
  - ブラックパンサー
  - アベンジャーズ/インフィニティ・ウォー
  - アベンジャーズ/エンドゲーム
  - ホワット・イフ...?

- マーシャル 法廷を変えた男（2019年、サーグッド・マーシャル）
- ザ・ファイブ・ブラッズ（2020年、ノーマン）
- 21ブリッジ（2021年、アンドレ・デイビス）

#### 映画（吹き替え）
- 悪の法則（偽警官1〈ヴェリボール・トピッチ〉）
- 悪魔はいつもそこに（ウィラード・ラッセル〈ビル・スカルスガルド〉）
- アルマゲドン2013（ティム・デイヴィス〈スピロ・マランドラキス〉）
- アロハ（ジョン・ウッドサイド〈ジョン・クラシンスキー〉）
- イングリッシュ・ペイシェント（マドックス〈ジュリアン・ワダム〉）※Netflix版
- インデペンデンス・デイ2017（リース〈ネイシン・バトラー〉）
- ウォーリアー（フランク・カンパーナ〈フランク・グリロ〉）
- ウォーロード/男たちの誓い
- ウルフ・オブ・ウォールストリート
- AVA/エヴァ（サイモン〈コリン・ファレル〉）
- エベレスト 3D（イアン・ウッダル〈ジャスティン・サリンジャー〉）
- エンド・オブ・ア・ガン 沈黙の銃弾（ゲージ〈フローリン・ピエルジクJr.〉）
- オールド（支配人〈グスタフ・ハマーステン〉[21]）
- オールド・ボーイ（チャッキー〈マイケル・インペリオリ〉）
- 王になった男
- 鬼はさまよう（チョ・ガンチョン〈パク・ソンウン〉）
- 96時間/レクイエム
- キラーヒート 殺意の交差（レオ・ヴァルダキス、エリアス・ヴァルダキス〈リチャード・マッデン〉[22]）
- キリング・サラザール 沈黙の作戦（シンクレア〈ジョルジュ・サンピエール〉）
- クリフハンガー ※BSジャパン版
- 刑事ジョン・ルーサー: フォールン・サン
- ゴーン・ガール
- 極秘捜査（キム導師〈ユ・ヘジン〉）
- ザ・ガンマン（リード〈ビリー・ビリンガム〉）
- ザ・コール 緊急通報指令室（アラン・デナード〈マイケル・インペリオリ〉）
- ザ・プレデター（ウィル・トレーガー〈スターリング・K・ブラウン〉[23]）
- サボタージュ（ダライアス・ジャクソン〈ハロルド・ペリノー・ジュニア〉）
- ザ・レジェンド（チアン）
- ジョージ・フォアマン: 45歳のヘビー級チャンピオン（ジョージ・フォアマン〈クリス・デイヴィス〉）
- Smile スマイル（トレヴァー〈ジェシー・T・アッシャー〉）
- ソムニア -悪夢の少年-（ウィーラン〈ダッシュ・ミホク〉）
- ゾンビ・サファリパーク（ルイス・エヴァンス〈マーティン・マッキャン〉）
- ディスクワイエット（サム〈ジョナサン・リース＝マイヤーズ〉）
- デッドプール2（ツァイトガイスト〈ビル・スカルスガルド〉[24]）
- ドライブ・ハード（ブランチャード）
- トランセンデンス（ボブ〈フォーク・ヘンチェル〉）
- パーシー・ジャクソンとオリンポスの神々/魔の海
- バーニング・オーシャン（ケイレブ・ハロウェイ〈ディラン・オブライエン〉）
- バーニング・クロス（ピカソ〈マシュー・フォックス〉）
- バイオハザードV リトリビューション
- バイオレンス・マックス（マックス〈ギヨーム・ルメ＝ティヴィエルジュ〉）
- 運び屋（ベイツ捜査官〈ブラッドリー・クーパー〉[25]）※BSテレ東版
- はじまりのうた（デイヴ〈アダム・レヴィーン〉）
- バットマン vs スーパーマン ジャスティスの誕生（ジミー・オルセン〈マイケル・キャシディ〉）
- バトル・オブ・バミューダトライアングル
- バルカン・クライシス（シャタロフ〈アントン・パンプーシュニー〉）
- パワー・ゲーム（マイルス・ミーチャム〈ジュリアン・マクマホン〉）
- 美女と野獣（マキシム〈ニコラス・ゴブ〉[26]）
- ファンタスティック・ビーストシリーズ（ユスフ・カーマ〈ウィリアム・ナディラム〉）
  - ファンタスティック・ビーストと黒い魔法使いの誕生[27]
  - ファンタスティック・ビーストとダンブルドアの秘密[28]
- 二ツ星の料理人（リース〈マシュー・リス〉）
- ブラック・シー（ギッテンズ〈ブランウェル・ドナヒー〉）
- フリークス・シティ（リック〈デニス・リアリー〉）
- フルスロットル（市長〈ブルース・ラムゼイ〉）
- フロム・ダスク・ティル・ドーン（セックス・マシーン〈トム・サヴィーニ〉）※Netflix版
- プロメテウス ※劇場公開版
- 僕のワンダフル・ジャーニー（ヘンリー〈ジョニー・ガレッキ〉[29]）
- ポセイドン・アドベンチャー ※BS-TBS版
- マジック・マイク（ケン〈マット・ボマー〉）
- マジック・マイクXXL（ケン〈マット・ボマー〉）
- マチェーテ・キルズ（ラスコック大統領〈カルロス・エステベス〉）
- ミケランジェロ・プロジェクト
- Mr.ノボカイン（アンドレ〈コンラッド・ケンプ〉[30]）
- ミレニアム ドラゴン・タトゥーの女（エリンコ・ジャンニーニ〈ルーベン・サルマンダー〉）
- 誘拐の掟（レイ〈デヴィッド・ハーバー〉）
- リズム・セクション（イアン・ボイド〈ジュード・ロウ〉[31]）
- リバイバル 妻は二度殺される（ト・ジェヒョン〈ペ・ソンウ〉）
- ローン・レンジャー（マーティン）
- ワイルドカード（ティール〈クリス・ブラウニング〉）
- 私が愛したヘミングウェイ（ロバート・キャパ〈サンティアゴ・カブレラ〉）

#### ドラマ
- 会いたい（チュ刑事〈オ・ジョンセ〉）
- アナザー・ライフ（ウィリアム）
- アメリカン・ゴッズ（マッド・スウィーニー〈パブロ・シュレイバー〉）
- アメリカン・ホラー・ストーリー: ホテル（ジョン・ロウ〈ウェス・ベントリー〉）
- ER XIV 緊急救命室 #10（ロドニー〈デショーン・テリー〉）
- 今、私たちの学校は…（イ・ビョンチャン〈キム・ビョンチョル〉[32]）
- ヴァイキング 〜海の覇者たち〜 シーズン4、5（ヘフマンド司教〈ジョナサン・リース＝マイヤーズ〉）
- エージェント・カーター シーズン2（ジェイソン・ウィルクス博士〈レジー・オースティン〉）
- エレメンタリー ホームズ&ワトソン in NY
- 王女ピョンガン 月が浮かぶ川（マ・テモ〈ムン・ジンスン〉[33]）
- 溺れる女たち 〜ミストレス〜（ダニエル）
- キャシアン・アンドー（コーヴ）
- 客主（キル・ソゲ〈ユ・オソン〉）
- コンティニアム CPS特捜班（マシュー・ケロッグ〈スティーヴン・ロボ〉）
- ザ・クラウン（ピーター・タウンゼント〈ベル・マイルズ〉）
- SUPERGIRL/スーパーガール（ジェームズ・オルセン〈メカード・ブルックス〉）
- 水滸伝 All Men Are Brothers（李俊〈于承熙〉）
- スクリーム・クイーンズ（チソルム刑事〈ジム・クロック〉）
- ストライクバック:極秘ミッション（リアム・バクスター〈リアム・ギャリガン〉）
- Zネーション（マーフィ〈キース・アラン〉）
- DEVILS〜金融の悪魔〜（マッシモ・ルジェーロ〈アレッサンドロ・ボルギ〉[34]）
- TRUE DETECTIVE/迷宮捜査（トム・パーセル〈スクート・マクネイリー〉）
- PERSON of INTEREST 犯罪予知ユニット
- ハーレーはド真ん中（トム〈ジョー・ニーブス〉）
- ブロードチャーチ〜殺意の町〜（マーク・ラティマー〈アンドリュー・バカン〉）※WOWOW版
- HOSTAGES ホステージ（クレイマー・ディレイニー〈リス・コイロ〉）
- Marvel ルーク・ケイジ（エルナン・“シェイズ”・アルバレス〈テオ・ロッシ〉）
- 麗〈レイ〉〜花萌ゆる8人の皇子たち〜（チェ・ジモン〈キム・ソンギュン〉）
- ロマノフ家の末裔 〜それぞれの人生〜 第1話「ヴァイオレット・アワー」（グレッグ・モファット〈アーロン・エッカート〉）

#### アニメ
- アイス・エイジ4/パイレーツ大冒険（イーサン）
- アナと雪の女王（フランスの高官）
- スティーブン・ユニバース（サワークリーム）
- トランスフォーマー アドベンチャー -マイクロンの章-（警備員）
- ボー・ピープはどこに?（パパ）

### テレビドラマ
- 法廷サスペンスSP2 裁判員制度ドラマ・家族〜あなたに死刑が宣告できますか?〜
- 鹿鳴館

### 映画
- ちちり

#### テレビ番組
- The Ultimate Fighter: United States vs. United Kingdom（ジェイソン・ピアース）

### 舞台
- 悪魔の絵本
- アントニーとクレオパトラ
- お気に召すまま
- カリギュラ
- 黒蜥蜴
- リア王

### ナレーション
- 21ブリッジ 特別映像[35]
- 世界で一番怖い答え
- ブラックパンサー/ワカンダ・フォーエバー スポット[36]

### ボイスオーバー
- BS世界のドキュメンタリー（NHK BS1）
  - ハンス・ジマー 映画音楽の革命児（2023年3月9日、ドゥニ・ヴィルヌーヴ、ヘンリー・ジャックマン）

### シリーズ一覧
1. ↑  第2期（2015年 - 2016年）、第3期（2019年）
2. ↑  第1期（2018年）、第2期『NOMAD メガロボクス２』（2021年）